# Associação Olímpica de Barbados
A Associação Olímpica de Barbados (código do COI: BOA) é o Comitê Olímpico Nacional de Barbados.

## História
A organização foi fundada em 1962 e é responsável pela representação de Barbados nos Jogos Olímpicos e nos Jogos da Commonwealth. O BOA foi formado após a dissolução da Federação das Índias Ocidentais em 1962 e fez sua estreia nos Jogos Olímpicos de Verão de 1968. Desde então, o país participou de quase todos os jogos, perdendo apenas os Jogos de 1980 por aderir ao boicote estadunidense àqueles jogos. A única medalha olímpica do país é um bronze conquistado por Obadele Thompson em 2000.